# Página inicial

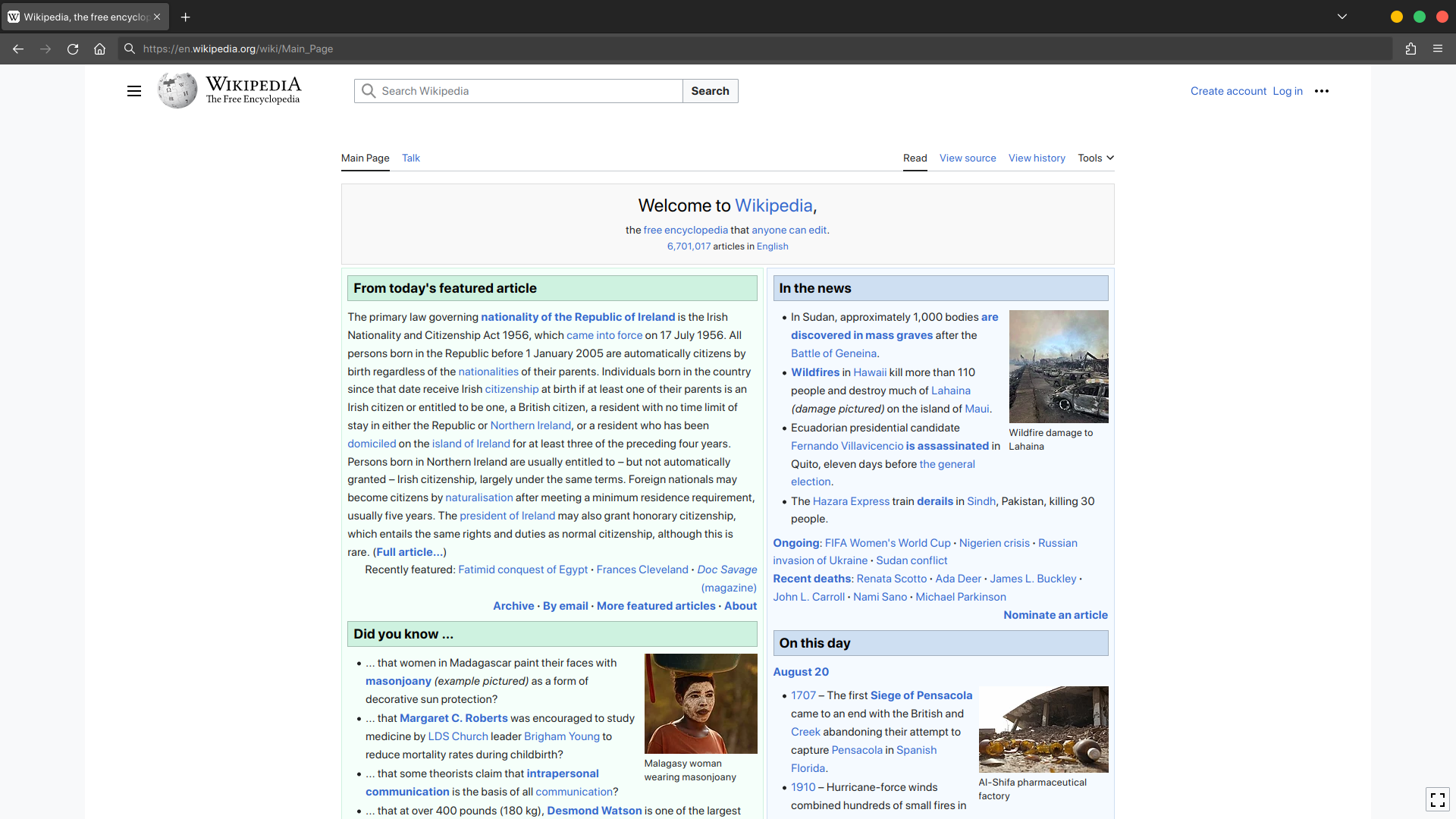
Uma página inicial da Wikipedia (em 2023) é exibida em um navegador da web.

A página inicial, página principal, ou página de entrada (em inglês: home page ou homepage) é a página principal de um site.
O termo também se refere a uma ou mais páginas sempre mostradas em um navegador da web quando o aplicativo é inicializado. Nesse caso, também é conhecida como página inicial.
A palavra "home" vem do uso da tecla Home em um teclado para retornar à página inicial a qualquer momento. Muitos navegadores também fornecem um botão no formato de uma casa para isso.

## Página inicial do site
Uma página inicial é geralmente a página da web principal que um visitante acessando um site a partir de um mecanismo de pesquisa verá, e também pode servir como uma página de destino para atrair visitantes. Portanto, um bom design de página inicial geralmente é uma alta prioridade para um site. Por exemplo, um site de notícias pode apresentar manchetes e primeiros parágrafos das notícias principais, com links para artigos completos.
Em alguns casos, a página inicial é um diretório de sites, principalmente quando um site tem várias páginas iniciais. A Wikipedia, por exemplo, tem um diretório de sites em wikipedia.org com links para todas as páginas iniciais específicas de cada idioma, incluindo pt.wikipedia.org.

## Página inicial do navegador
Quando um navegador da web é iniciado, ele abre automaticamente pelo menos uma página da web. Esta é a página inicial do navegador, também chamada de página inicial.
As páginas iniciais podem ser um site ou uma página especial do navegador, como miniaturas de sites visitados com frequência. Além disso, existe um nicho de mercado de sites que devem ser usados apenas como páginas iniciais.

## Layout

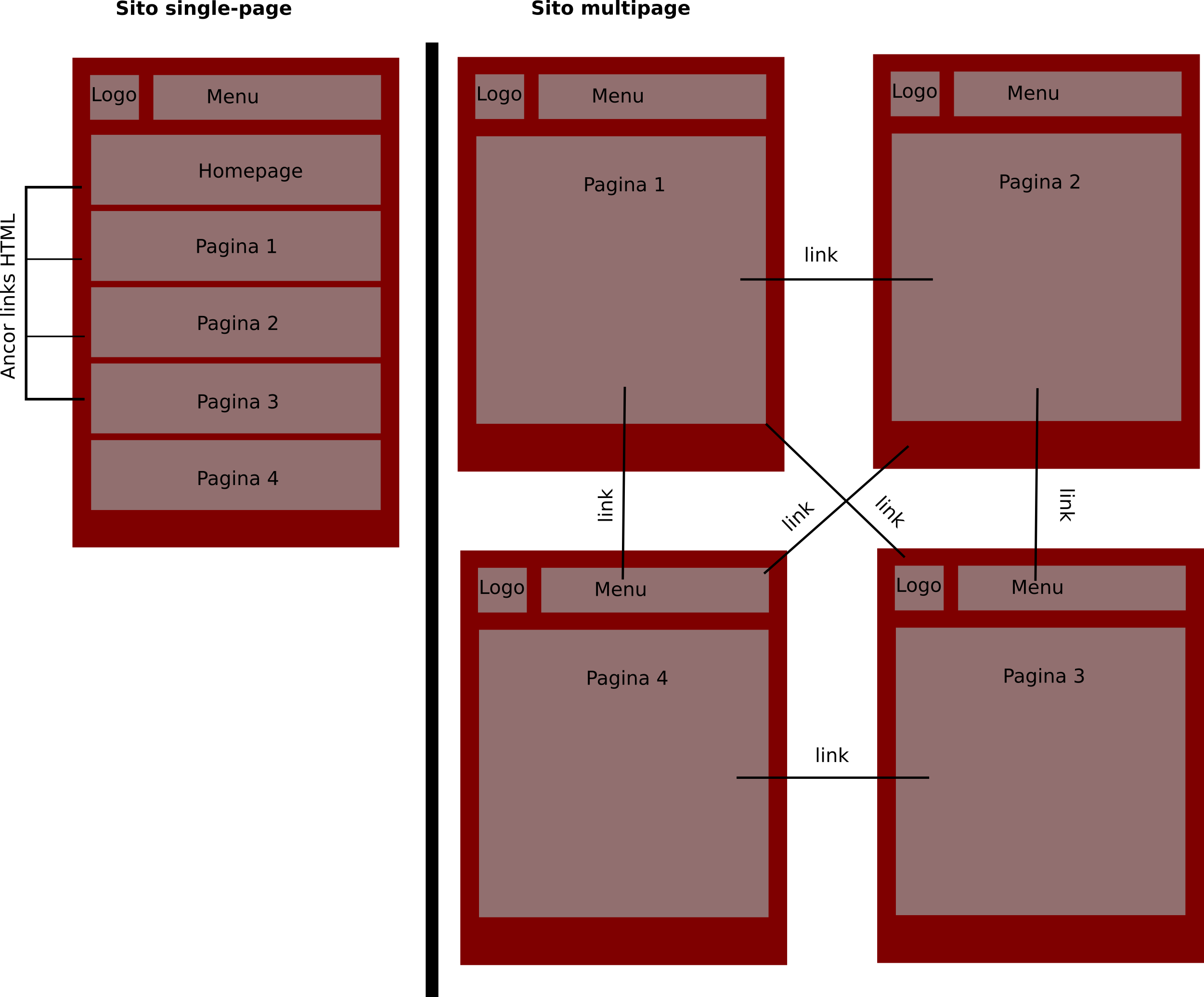
Uma página inicial pode fazer parte de um site de várias páginas ou de uma única página.
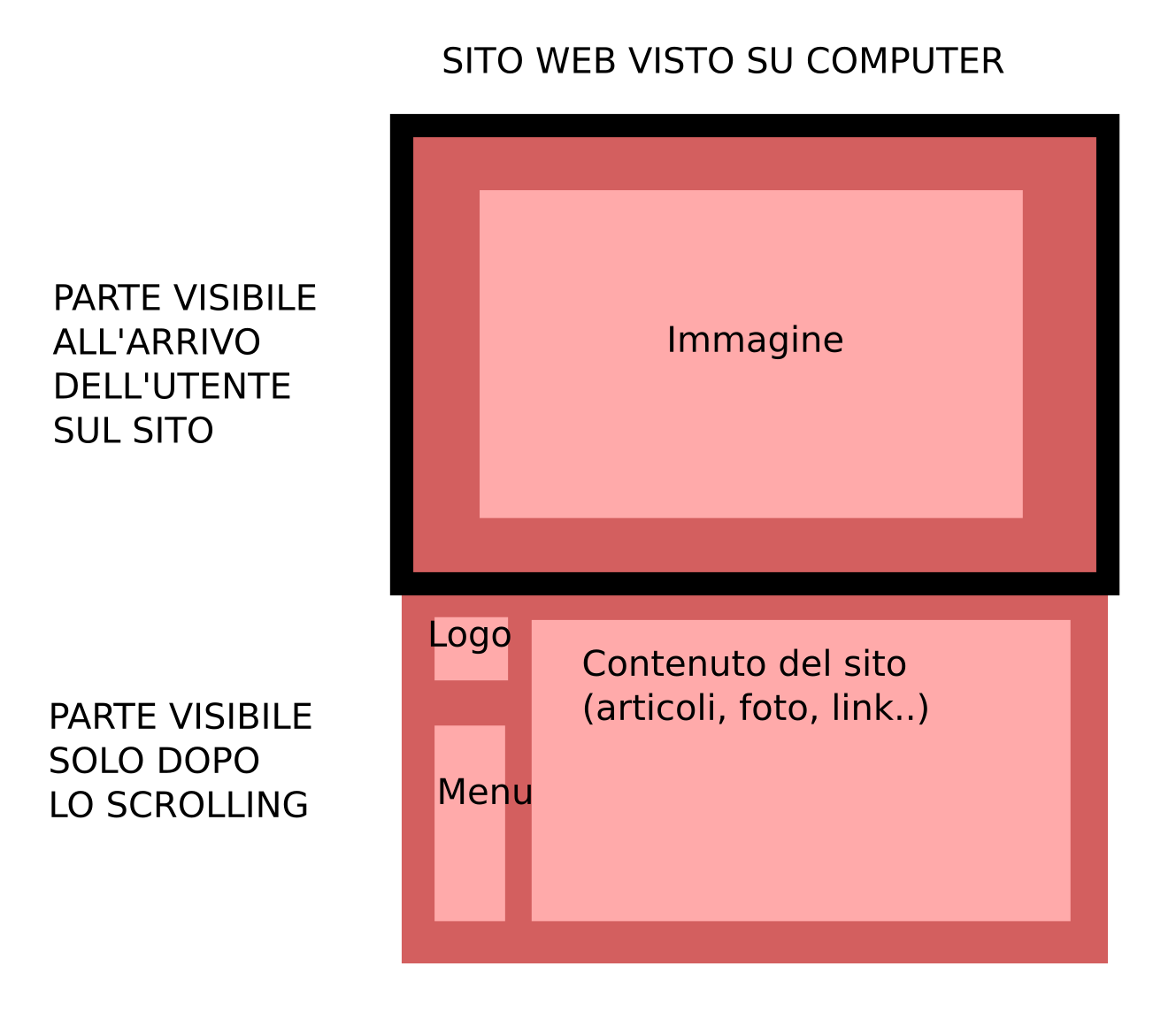
Ao chegar na página inicial, na parte acima da dobra (a parte visível sem mais rolar ou clicar), o usuário deve entender do que se trata o site
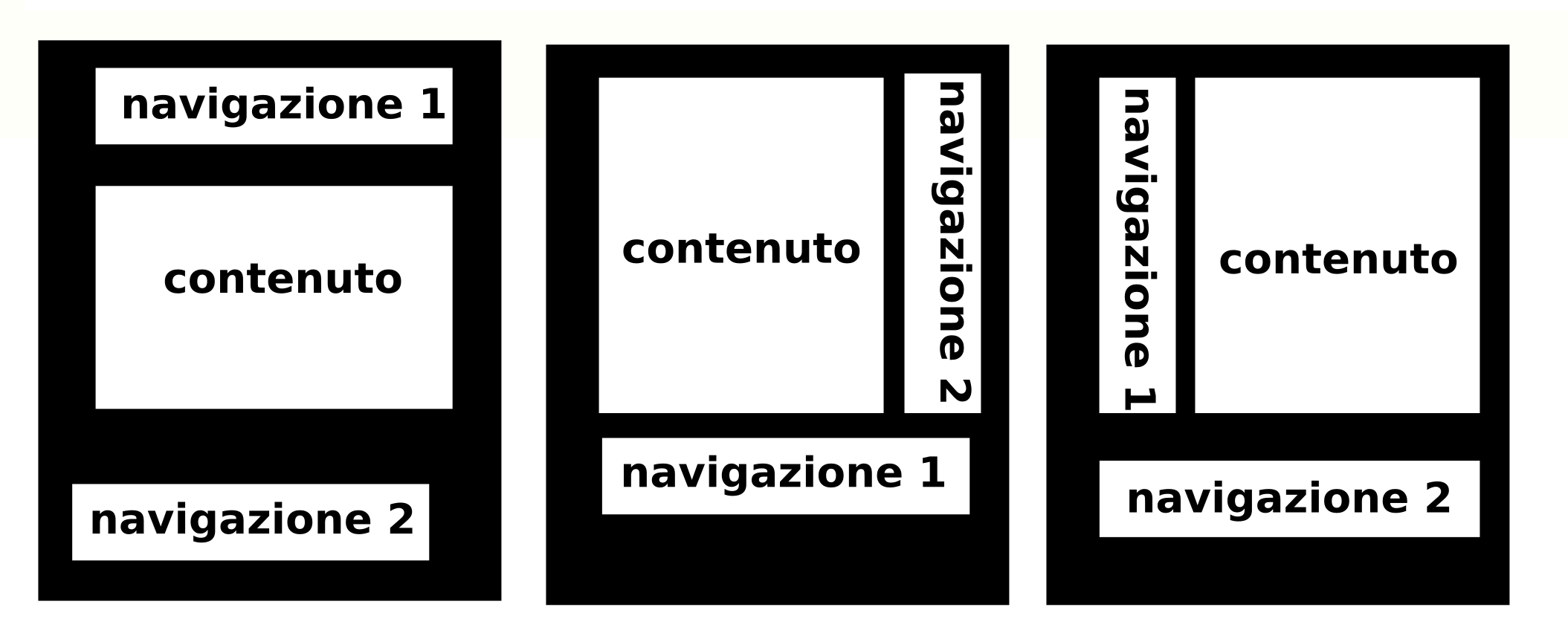
Exemplos de má disposição dos elementos